# Europaspiele 2015/Teilnehmer (Kosovo)
| Gelbes Symbol für Goldmedaillen mit stilisierten Olympischen Ringen | Graues Symbol für Silbermedaillen mit stilisierten Olympischen Ringen | Braundes Symbol für Bronzemedaillen mit stilisierten Olympischen Ringen |
| ------------------------------------------------------------------- | --------------------------------------------------------------------- | ----------------------------------------------------------------------- |
| —                                                                   | —                                                                     | 1                                                                       |

Der Kosovo nahm in Baku an den Europaspielen 2015 teil. Vom Komiteti Olimpik i Kosovës wurden 19 Athleten in neun Sportarten nominiert.

## Bogenschießen
| Athleten                       | Wettbewerb | Platzierungsrunde | Platzierungsrunde | 1. Runde (64er) | 1. Runde (64er)  | 2. Runde (32er) | 2. Runde (32er) | Achtelfinale  | Achtelfinale  | Viertelfinale | Viertelfinale | Halbfinale    | Halbfinale    | Finale        | Finale        | Rang |
| Athleten                       | Wettbewerb | Ringe             | Rang              | Gegner          | Ergebnis         | Gegner          | Ergebnis        | Gegner        | Ergebnis      | Gegner        | Ergebnis      | Gegner        | Ergebnis      | Gegner        | Ergebnis      | Rang |
| ------------------------------ | ---------- | ----------------- | ----------------- | --------------- | ---------------- | --------------- | --------------- | ------------- | ------------- | ------------- | ------------- | ------------- | ------------- | ------------- | ------------- | ---- |
| Frauen                         |            |                   |                   |                 |                  |                 |                 |               |               |               |               |               |               |               |               |      |
| Lirije Sahiti                  | Einzel     | 446               | 62                | Natalia Valeeva | nicht angetreten | ausgeschieden   | ausgeschieden   | ausgeschieden | ausgeschieden | ausgeschieden | ausgeschieden | ausgeschieden | ausgeschieden | ausgeschieden | ausgeschieden | 33   |
| Männer                         |            |                   |                   |                 |                  |                 |                 |               |               |               |               |               |               |               |               |      |
| Hazir Asllani                  | Einzel     | 556               | 64                | Mauro Nespoli   | 0:6              | ausgeschieden   | ausgeschieden   | ausgeschieden | ausgeschieden | ausgeschieden | ausgeschieden | ausgeschieden | ausgeschieden | ausgeschieden | ausgeschieden | 33   |
| Mixed                          |            |                   |                   |                 |                  |                 |                 |               |               |               |               |               |               |               |               |      |
| Lirije Sahiti Florian Kahllund | Team       | 1000              | 29                | ausgeschieden   | ausgeschieden    | ausgeschieden   | ausgeschieden   | ausgeschieden | ausgeschieden | ausgeschieden | ausgeschieden | ausgeschieden | ausgeschieden | ausgeschieden | ausgeschieden |      |

## Boxen
| Athleten       | Wettbewerb                  | Achtelfinale  | Achtelfinale | Viertelfinale        | Viertelfinale | Halbfinale    | Halbfinale    | Finale        | Finale        | Rang |
| Athleten       | Wettbewerb                  | Gegner        | Ergebnis     | Gegner               | Ergebnis      | Gegner        | Ergebnis      | Gegner        | Ergebnis      | Rang |
| -------------- | --------------------------- | ------------- | ------------ | -------------------- | ------------- | ------------- | ------------- | ------------- | ------------- | ---- |
| Männer         |                             |               |              |                      |               |               |               |               |               |      |
| Naser Shala    | Halbweltergewicht bis 64 kg | Hassan Amzile | 0:3          | ausgeschieden        | ausgeschieden | ausgeschieden | ausgeschieden | ausgeschieden | ausgeschieden | 9    |
| Armend Xhoxhaj | Halbschwergewicht bis 81 kg | Harcsa Zoltán | 3:0          | Oleksandr Chyschnjak | 1:2           | ausgeschieden | ausgeschieden | ausgeschieden | ausgeschieden | 5    |

## Judo
| Athleten          | Wettbewerb       | 1. Runde         | 1. Runde         | 2. Runde         | 2. Runde         | Achtelfinale     | Achtelfinale     | Viertelfinale    | Viertelfinale    | Hoffnungsrunde Halbfinale | Hoffnungsrunde Halbfinale | Halbfinale       | Halbfinale       | Hoffnungsrunde Finale | Hoffnungsrunde Finale | Finale / Kampf um Bronze | Finale / Kampf um Bronze | Rang   |
| Athleten          | Wettbewerb       | Gegner           | Ergebnis         | Gegner           | Ergebnis         | Gegner           | Ergebnis         | Gegner           | Ergebnis         | Gegner                    | Ergebnis                  | Gegner           | Ergebnis         | Gegner                | Ergebnis              | Gegner                   | Ergebnis                 | Rang   |
| ----------------- | ---------------- | ---------------- | ---------------- | ---------------- | ---------------- | ---------------- | ---------------- | ---------------- | ---------------- | ------------------------- | ------------------------- | ---------------- | ---------------- | --------------------- | --------------------- | ------------------------ | ------------------------ | ------ |
| Frauen            |                  |                  |                  |                  |                  |                  |                  |                  |                  |                           |                           |                  |                  |                       |                       |                          |                          |        |
| Majlinda Kelmendi | Klasse bis 52 kg | nicht angetreten | nicht angetreten | nicht angetreten | nicht angetreten | nicht angetreten | nicht angetreten | nicht angetreten | nicht angetreten | nicht angetreten          | nicht angetreten          | nicht angetreten | nicht angetreten | nicht angetreten      | nicht angetreten      | nicht angetreten         | nicht angetreten         |        |
| Distria Krasniqi  | Klasse bis 52 kg | –                | –                | Joana Ramos      | 0000-0001        | Odette Giuffrida | 0001-0000        | –                | –                | –                         | –                         | –                | –                | –                     | –                     | –                        | –                        |        |
| Nora Gjakova      | Klasse bis 57 kg | –                | –                | Laëtitia Blot    | 1101-0000        | Camila Minakawa  | 0011-0001        | Corina Căprioriu | 0001-0001        | –                         | –                         | Hedvig Karakas   | 0003-0002        | –                     | –                     | Sanne Verhagen           | 0102-0001                | Bronze |
| Männer            |                  |                  |                  |                  |                  |                  |                  |                  |                  |                           |                           |                  |                  |                       |                       |                          |                          |        |
| Akil Gjakova      | Klasse bis 73 kg | Nikola Gusic     | 000-100          | ausgeschieden    | ausgeschieden    | ausgeschieden    | ausgeschieden    | ausgeschieden    | ausgeschieden    | ausgeschieden             | ausgeschieden             | ausgeschieden    | ausgeschieden    | ausgeschieden         | ausgeschieden         | ausgeschieden            | ausgeschieden            |        |

## Karate
| Athleten     | Wettbewerb        | Gruppenphase  | Gruppenphase | Halbfinale     | Halbfinale | Kampf um Bronze | Kampf um Bronze | Finale        | Finale        | Rang |
| Athleten     | Wettbewerb        | Gegner        | Ergebnis     | Gegner         | Ergebnis   | Gegner          | Ergebnis        | Gegner        | Ergebnis      | Rang |
| ------------ | ----------------- | ------------- | ------------ | -------------- | ---------- | --------------- | --------------- | ------------- | ------------- | ---- |
| Männer       |                   |               |              |                |            |                 |                 |               |               |      |
| Alvin Karaqi | Kumite über 84 kg | Uğur Aktaş    | 3:1          | Aykhan Mamayev | 1:6        | Uğur Aktaş      | 3:4             | ausgeschieden | ausgeschieden | 4    |
| Alvin Karaqi | Kumite über 84 kg | Nello Maestri | 3:0          | Aykhan Mamayev | 1:6        | Uğur Aktaş      | 3:4             | ausgeschieden | ausgeschieden | 4    |
| Alvin Karaqi | Kumite über 84 kg | Kamil Warda   | 4:1          | Aykhan Mamayev | 1:6        | Uğur Aktaş      | 3:4             | ausgeschieden | ausgeschieden | 4    |

## Radsport

### Straße
| Athleten     | Wettbewerb    | Zeit | Rang |
| ------------ | ------------- | ---- | ---- |
| Männer       |               |      |      |
| Qëndrim Guri | Straßenrennen | DNF  | DNF  |

## Ringen
| Athleten         | Wettbewerb       | Achtelfinale        | Achtelfinale | Viertelfinale | Viertelfinale | Halbfinale    | Halbfinale    | Hoffnungsrunde Viertelfinale | Hoffnungsrunde Viertelfinale | Hoffnungsrunde Halbfinale | Hoffnungsrunde Halbfinale | Hoffnungsrunde Finale | Hoffnungsrunde Finale | Finale        | Finale        | Rang |
| Athleten         | Wettbewerb       | Gegner              | Ergebnis     | Gegner        | Ergebnis      | Gegner        | Ergebnis      | Gegner                       | Ergebnis                     | Gegner                    | Ergebnis                  | Gegner                | Ergebnis              | Gegner        | Ergebnis      | Rang |
| ---------------- | ---------------- | ------------------- | ------------ | ------------- | ------------- | ------------- | ------------- | ---------------------------- | ---------------------------- | ------------------------- | ------------------------- | --------------------- | --------------------- | ------------- | ------------- | ---- |
| Freistil Männer  |                  |                     |              |               |               |               |               |                              |                              |                           |                           |                       |                       |               |               |      |
| Kastriot Sedolli | Klasse bis 57 kg | Islam Islamaj       | 0:5          | ausgeschieden | ausgeschieden | ausgeschieden | ausgeschieden | ausgeschieden                | ausgeschieden                | ausgeschieden             | ausgeschieden             | ausgeschieden         | ausgeschieden         | ausgeschieden | ausgeschieden | 9    |
| Arlind Curri     | Klasse bis 65 kg | Mustafa Kaya        | 1:4          | ausgeschieden | ausgeschieden | ausgeschieden | ausgeschieden | ausgeschieden                | ausgeschieden                | ausgeschieden             | ausgeschieden             | ausgeschieden         | ausgeschieden         | ausgeschieden | ausgeschieden | 9    |
| Edon Shala       | Klasse bis 97 kg | Abdussalam Gadissow | 0:4          | ausgeschieden | ausgeschieden | ausgeschieden | ausgeschieden | ausgeschieden                | ausgeschieden                | ausgeschieden             | ausgeschieden             | ausgeschieden         | ausgeschieden         | ausgeschieden | ausgeschieden | 9    |

## Schießen
| Athleten      | Wettbewerb       | Qualifikation   | Qualifikation | Finale          | Finale        | Rang |
| Athleten      | Wettbewerb       | Ringe/ Scheiben | Rang          | Ringe/ Scheiben | Rang          | Rang |
| ------------- | ---------------- | --------------- | ------------- | --------------- | ------------- | ---- |
| Frauen        |                  |                 |               |                 |               |      |
| Urata Rama    | Luftgewehr 10 m  | 389,1           | 39            | ausgeschieden   | ausgeschieden | 39   |
| Lumturie Rama | Luftpistole 10 m | 351             | 36            | ausgeschieden   | ausgeschieden | 36   |

## Taekwondo
| Athleten     | Wettbewerb       | Achtelfinale | Achtelfinale | Viertelfinale | Viertelfinale | Hoffnungsrunde Halbfinale | Hoffnungsrunde Halbfinale | Halbfinale    | Halbfinale    | Hoffnungsrunde Finale / Bronzekampf | Hoffnungsrunde Finale / Bronzekampf | Finale        | Finale        | Rang |
| Athleten     | Wettbewerb       | Gegner       | Ergebnis     | Gegner        | Ergebnis      | Gegner                    | Ergebnis                  | Gegner        | Ergebnis      | Gegner                              | Ergebnis                            | Gegner        | Ergebnis      | Rang |
| ------------ | ---------------- | ------------ | ------------ | ------------- | ------------- | ------------------------- | ------------------------- | ------------- | ------------- | ----------------------------------- | ----------------------------------- | ------------- | ------------- | ---- |
| Männer       |                  |              |              |               |               |                           |                           |               |               |                                     |                                     |               |               |      |
| Arbes Jahiri | Klasse bis 80 kg | Aaron Cook   | 1:14         | ausgeschieden | ausgeschieden | ausgeschieden             | ausgeschieden             | ausgeschieden | ausgeschieden | ausgeschieden                       | ausgeschieden                       | ausgeschieden | ausgeschieden | 9    |

## Wassersport

### Schwimmen
Hier fanden Jugendwettbewerbe statt. Bei den Frauen war das die U17 (Jahrgang 1999) und bei den Männern die U19 (Jahrgang 1997).
| Athleten        | Wettbewerb     | Vorlauf     | Vorlauf | Halbfinale    | Halbfinale    | Finale        | Finale        | Rang |
| Athleten        | Wettbewerb     | Zeit        | Rang    | Zeit          | Rang          | Zeit          | Rang          | Rang |
| --------------- | -------------- | ----------- | ------- | ------------- | ------------- | ------------- | ------------- | ---- |
| Frauen          |                |             |         |               |               |               |               |      |
| Flaka Pruthi    | 50 m Freistil  | 29,99 s     | 57      | ausgeschieden | ausgeschieden | ausgeschieden | ausgeschieden | 57   |
| Flaka Pruthi    | 50 m Rücken    | 33,49       | 46      | ausgeschieden | ausgeschieden | ausgeschieden | ausgeschieden | 46   |
| Flaka Pruthi    | 100 m Rücken   | 1:14,13 min | 40      | ausgeschieden | ausgeschieden | ausgeschieden | ausgeschieden | 40   |
| Melisa Zhdrella | 50 m Freistil  | 30,38 s     | 58      | ausgeschieden | ausgeschieden | ausgeschieden | ausgeschieden | 58   |
| Melisa Zhdrella | 50 m Brust     | 37,51 s     | 34      | ausgeschieden | ausgeschieden | ausgeschieden | ausgeschieden | 34   |
| Melisa Zhdrella | 100 m Brust    | 1:22,10 min | 35      | ausgeschieden | ausgeschieden | ausgeschieden | ausgeschieden | 35   |
| Männer          |                |             |         |               |               |               |               |      |
| Laurit Muja     | 50 m Freistil  | 27,00 s     | 60      | ausgeschieden | ausgeschieden | ausgeschieden | ausgeschieden | 60   |
| Laurit Muja     | 100 m Freistil | 1:03,68 min | 64      | ausgeschieden | ausgeschieden | ausgeschieden | ausgeschieden | 64   |